# Delungra
Delungra est une petite ville (town) australienne située dans la zone d'administration locale d'Inverell en Nouvelle-Galles du Sud.

## Géographie
Delungra est établie dans la région de Nouvelle-Angleterre au nord de la Nouvelle-Galles du Sud, à 590 km au nord de Sydney et à 460 km de Brisbane. Elle est traversée par la Gwydir Highway.

## Démographie

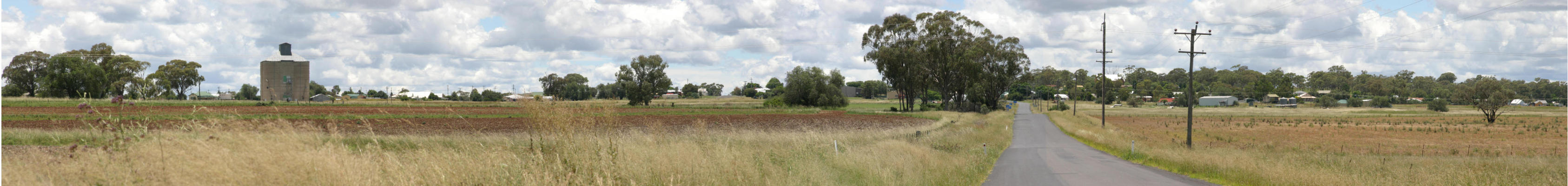
En arrivant à Delungra.

En 2016, la population s'élevait à 647 habitants.